# Jean-Baptiste Mougeot (homme politique)
Pour les articles homonymes, voir Jean-Baptiste Mougeot et Mougeot.
Jean-Baptiste Mougeot est un homme politique français né le 23 octobre 1818 à Chaumont (Haute-Marne) et décédé le 29 juin 1900 à Paris.

## Biographie
Médecin à Chaumont, il est conseiller général du canton de Chaumont et député de la Haute-Marne de 1878 à 1881, siégeant à gauche.

## Sources
- « Jean-Baptiste Mougeot (homme politique) », dans Adolphe Robert et Gaston Cougny, Dictionnaire des parlementaires français, Edgar Bourloton, 1889-1891 [détail de l’édition]